# سرمایه بینابینی
سرمایه بینابینی یا سرمایهٔ میانی (انگلیسی: Mezzanine capital) نوعی تأمین مالی است که در ساختار سرمایه یک شرکت، بین بدهی ارشد و سهام قرار می‌گیرد. این نوع سرمایه معمولاً برای تأمین مالی رشد، اکتساب یا خرید شرکت‌ها استفاده می‌شود.
این تأمین مالی نه از محل بدهی است نه از محل سهامداران بلکه نوعی وام است که قابلیت تبدیل به سهام را در آینده دارد.
برخی از شرکت‌های نوپا قبل از اینکه وارد بورس شوند نیاز به توسعه دارند این تأمین مالی از طریق صدور اوراق قابل تبدیل به سهام یا سهام ممتاز صورت می‌پذیرد و افرادی که در این مرحله سرمایه گذاری می‌کنند ریسک کمتری را تحمل نموده و قاعدتاً سود کمتری نسبت به سرمایه‌گذاران ریسکی کسب خواهند کرد.
به‌طور کل، به عملیات صدور اوراق قرضه قابل تبدیل یا سهام ممتاز تأمین مالی بینابینی گفته می‌شود زیرا بینابین بدهی و سهام قرار دارد.
از نظر فنی، سرمایه بینابینی می‌تواند یک ابزار بدهی یا سهام با اولویت بازپرداخت بین بدهی ارشد و سهام عادی باشد. بدهی بینابینی، بدهی ثانویه‌ای است که نشان‌دهنده ادعایی بر دارایی‌های شرکت است که فقط نسبت به سهام عادی اولویت دارد و معمولاً بدون وثیقه است. سهام ممتاز قابل بازخرید، با ضمانت‌نامه‌ها یا حقوق تبدیل، نیز نوعی تأمین مالی بینابینی است.
سرمایه بینابینی اغلب منبع تأمین مالی گران‌تری برای یک شرکت نسبت به بدهی تضمین‌شده یا بدهی ارشد است. هزینه سرمایه بالاتر مرتبط با تأمین مالی بینابینی نتیجه این است که این نوع تأمین مالی، یک تعهد بدون وثیقه و ثانویه (یا درجه پایین‌تر) در ساختار سرمایه شرکت است (یعنی در صورت نکول، تأمین مالی بینابینی تنها پس از تسویه تمام تعهدات ارشد بازپرداخت می‌شود). علاوه بر این، تأمین مالی بینابینی، که معمولاً به صورت خصوصی انجام می‌شود، اغلب توسط شرکت‌های کوچک‌تر استفاده می‌شود و ممکن است شامل سطوح کلی اهرمی بیشتری نسبت به مسائل موجود در بازار با بازده بالا باشد؛ بنابراین، آن‌ها ریسک بیشتری را به همراه دارند. در عوض ریسک بیشتر، دارندگان بدهی بینابینی برای سرمایه‌گذاری خود نسبت به وام‌دهندگان دارای وثیقه یا ارشد، بازده بالاتری را طلب می‌کنند.
تأمین مالی بینابینی را می‌توان از طریق ساختارهای مختلف بر اساس اهداف خاص معامله و ساختار سرمایه موجود در شرکت انجام داد. اشکال اساسی مورد استفاده در اکثر تأمین مالی بینابینی، یادداشت‌های ثانویه و سهام ممتاز هستند. وام‌دهندگان بینابینی، که معمولاً صندوق‌های سرمایه‌گذاری متخصص در زمینه بینابینی هستند، به دنبال نرخ بازده خاصی هستند که می‌تواند از اوراق بهاداری که از هر یک از موارد زیر یا ترکیبی از آنها تشکیل شده است، تأمین شود:
- سود نقدی: پرداخت دوره‌ای نقدی بر اساس درصدی از مانده معوق تأمین مالی بینابینی. نرخ بهره می‌تواند در طول مدت وام ثابت باشد یا می‌تواند همراه با نرخ بهره استقراض بین‌بانکی لندن (LIBOR) یا سایر نرخ‌های پایه نوسان کند (یعنی شناور باشد).
- سود PIK: بهره قابل پرداخت به صورت جنسی، نوعی پرداخت دوره‌ای است که در آن پرداخت بهره به صورت نقدی انجام نمی‌شود، بلکه با افزایش مبلغ اصلی به میزان بهره انجام می‌شود (به عنوان مثال، یک اوراق قرضه ۱۰۰ میلیون دلاری با نرخ بهره 8% PIK در پایان دوره مانده ۱۰۸ میلیون دلاری خواهد داشت، اما هیچ بهره نقدی پرداخت نخواهد کرد).
- مالکیت: همراه با پرداخت بهره معمولی مرتبط با بدهی، سرمایه بینابینی اغلب شامل سهام در قالب ضمانت‌نامه‌های پیوست یا یک ویژگی تبدیل مشابه اوراق قرضه قابل تبدیل است. جزء مالکیت در اوراق بهادار بینابینی تقریباً همیشه با بهره نقدی یا بهره PIK و در بسیاری موارد با هر دو همراه است.

وام‌دهندگان بینابینی اغلب هزینه ترتیبات را نیز دریافت می‌کنند که در پایان معامله پرداخت می‌شود. هزینه‌های ترتیبات کمترین بازده را دارند و هدف آن‌ها عمدتاً پوشش هزینه‌های اداری یا به عنوان مشوقی برای تکمیل معامله است.
در زیر نمونه‌هایی از تأمین مالی بینابینی آورده شده است:
- ۱۰۰ میلیون دلار یادداشت‌های ثانویه ارشد با ضمانت‌نامه‌ها (۱۰٪ بهره نقدی، ۳٪ بهره PIK و ضمانت‌نامه‌هایی که ۴٪ از مالکیت کاملاً رقیق شده شرکت را نشان می‌دهند)
- ۵۰ میلیون دلار سهام ممتاز قابل بازخرید با ضمانت‌نامه‌ها (۰٪ بهره نقدی، ۱۴٪ بهره PIK و ضمانت‌نامه‌هایی که ۶٪ از مالکیت کاملاً رقیق شده شرکت را نشان می‌دهند)

در ساختاردهی یک اوراق بهادار بینابینی، شرکت و وام‌دهنده با هم کار می‌کنند تا از تحمیل هزینه کامل بهره چنین وامی به وام‌گیرنده جلوگیری کنند. از آنجایی که وام‌دهندگان بینابینی به دنبال بازدهی ۱۴ تا ۲۰ درصد هستند، این بازده باید از طریق روش‌های دیگری غیر از پرداخت‌های ساده بهره نقدی حاصل شود. در نتیجه، با استفاده از مالکیت سهام و بهره PIK، وام‌دهنده بینابینی به‌طور مؤثر پرداخت خود را تا تاریخ سررسید اوراق بهادار یا تغییر کنترل شرکت به تعویق می‌اندازد.
تأمین مالی بینابینی را می‌توان در سطح شرکت عملیاتی یا در سطح شرکت هلدینگ (همچنین به عنوان تبعیت ساختاری شناخته می‌شود) انجام داد. در یک ساختار شرکت هلدینگ، از آنجایی که هیچ عملیاتی و در نتیجه جریان نقدی وجود ندارد، تبعیت ساختاری اوراق بهادار و اتکا به سود سهام نقدی از شرکت عملیاتی، ریسک اضافی و معمولاً هزینه بالاتری را ایجاد می‌کند.

## خریدهای اهرمی
در خریدهای اهرمی، از سرمایه بینابینی در کنار سایر اوراق بهادار برای تأمین مالی قیمت خرید شرکت در حال اکتساب استفاده می‌شود. به‌طور معمول، از سرمایه بینابینی برای پر کردن شکاف تأمین مالی بین اشکال ارزان‌تر تأمین مالی (به عنوان مثال، وام‌های ارشد، وام وثیقه دوم، تأمین مالی با بازده بالا) و سهام استفاده می‌شود. اغلب، یک اسپانسر مالی قبل از روی آوردن به سرمایه بینابینی، سایر منابع سرمایه را تمام می‌کند.
حامیان مالی به دنبال استفاده از سرمایه بینابینی در خرید اهرمی هستند تا میزان سرمایه‌گذاری شده توسط شرکت سهام خصوصی را کاهش دهند. از آنجایی که وام‌دهندگان بینابینی معمولاً هزینه سرمایه هدف پایین‌تری نسبت به سرمایه‌گذار سهام خصوصی دارند، استفاده از سرمایه بینابینی به‌طور بالقوه می‌تواند بازده سرمایه گذاری شرکت سهام خصوصی را افزایش دهد. علاوه بر این، شرکت‌های بازار میانی ممکن است به دلیل الزامات حداقل اندازه بالا نتوانند به بازار بازده بالا دسترسی پیدا کنند، که نیاز به سرمایه بینابینی انعطاف‌پذیر و خصوصی را ایجاد می‌کند.

## امور مالی املاک و مستغلات
در امور مالی املاک و مستغلات، وام‌های بینابینی اغلب توسط توسعه‌دهندگان برای تضمین تأمین مالی تکمیلی برای پروژه‌های توسعه (معمولاً در مواردی که الزامات اولیه وام مسکن یا وام ساخت و ساز بزرگ‌تر از ۱۰٪ است) استفاده می‌شود. این نوع وام‌های بینابینی اغلب با وثیقه رتبه دوم ملک (یعنی رتبه پایین‌تر از وام‌دهندگان وام مسکن اول) تضمین می‌شوند. مراحل سلب حق اقامه دعوی استاندارد بسته به رابطه بین وام دهندگان وام مسکن اول و وام دهنده بدهی بینابینی، که توسط یک سند بین طلبکار اداره می‌شود، می‌تواند بیش از یک سال طول بکشد.